# Lovende
Lovende com sede em Barcelona, Espanha, é uma empresa de internet especializada na venda de arte e antiguidades via Internet, agindo como um ponto de encontro para compradores e vendedores e cobra uma taxa para as transações que são realizadas pelo método de venda direta ou leilão.